# Mühlbach (Südtirol)
Mühlbach (italienisch Rio di Pusteria) ist eine Marktgemeinde in Südtirol im Norden von Italien mit 3207 Einwohnern (Stand 31. Dezember 2023).

## Geographie

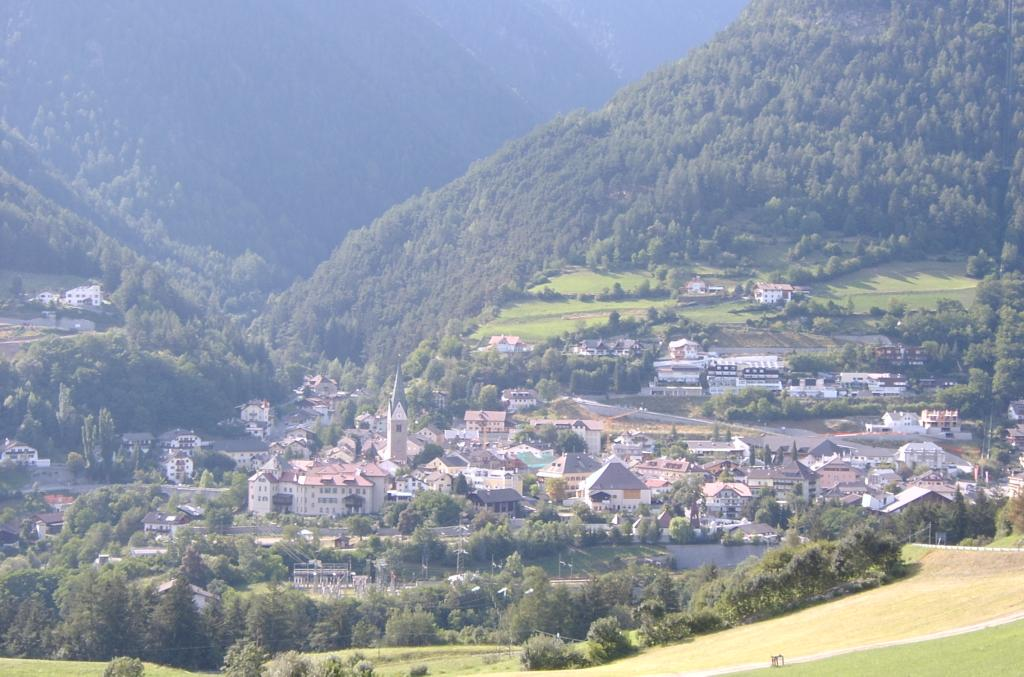
Das Gemeindezentrum von Mühlbach von Südosten gesehen, dahinter der Eingang ins Valler Tal

Die Gemeinde befindet sich in Südtirol am Übergang vom Pustertal ins Eisacktal. In landeskundlichen Beschreibungen wird die Gemeinde dementsprechend mal der einen, mal der anderen Talschaft zugerechnet; aufgrund ihrer Nähe zu Brixen ist sie jedoch der modernen Bezirksgemeinschaft Eisacktal zugeteilt. Das Gemeindezentrum, Mühlbach (750–830 m s.l.m.), liegt direkt am Mühlbacher Stausee, in dem die aus dem Pustertal kommende Rienz gestaut wird und durch den die Grenze zur südöstlichen Nachbargemeinde Rodeneck verläuft. Hinter dem Ortskern liegt der Eingang des Valler Tals, das sich nordwärts in die Pfunderer Berge genannte Untergruppe der Zillertaler Alpen hinaufzieht. Auf einer Mittelgebirgsterrasse östlich über dem Valler Taleingang unter dem Gitschberg befindet sich die Fraktion Meransen (1380–1510 m), auf einer Mittelgebirgsterrasse westlich des Taleingangs an der Südgrenze zur Nachbargemeinde Natz-Schabs die Fraktion Spinges (1090–1190 m).
Das vom Valler Bach entwässerte Valler Tal nimmt zusammen mit seinem bedeutendsten Seitental, dem nach Nordosten abzweigenden Altfasstal, den größten Teil der Mühlbacher Gemeindefläche von insgesamt 84,12 km² ein. Es bietet der Fraktion Vals (1340–1410 m) Platz und ist von Gebirgskämmen umgeben, die im Westen die Grenzen zu den Wipptaler Gemeinden Franzensfeste und Freienfeld tragen, im Nordwesten die Begrenzung zum Pfitscher Tal (Gemeinde Pfitsch) und im Osten zum Pfunderer Tal (Gemeinde Vintl) darstellen. Über dem Talschluss im Norden erheben sich die beiden höchsten Mühlbacher Gipfel: die den Wilden See überragende Wilde Kreuzspitze (3135 m) und die Wurmaulspitze (3022 m).

## Geschichte
Die älteste Erwähnung von Mulibah findet sich in einer Brixner Traditionsnotiz, aus der Zeit um 1050. Der deutsche Name des Ortes legt jedoch, verglichen mit den vordeutschen Namen von Spinges, Vals, Meransen und Rodanc-Rodeneck, die Vermutung nahe, dass diese bairisch-deutsche Jungsiedlung in das Gemeindegebiet eines dieser Orte eingepflanzt worden ist bzw. das Mühlenviertel eines dieser Orte gebildet hat. Nachdem nun der Hauptort Mühlbach ebenso wie die Fraktionen Spinges, Vals und Meransen durch Jahrhunderte (bis 1891) zur Pfarre Rodeneck gehörte, darf angenommen werden, dass Rodank-Rodeneck die ursprüngliche Muttergemeinde von Mühlbach gewesen ist. Die Schutzpatronin ist die Helena, die am ersten Sonntag nach dem 18. August mit einer traditionellen Prozession gefeiert wird.
Etwas nordöstlich des Hauptorts Richtung Pustertal steht die Mühlbacher Klause. Die einstige Tal- und Straßensperre, die zur Zolleinhebung diente, wurde zum ersten Mal am 12. Januar 1269 erwähnt. Erhalten hat sich das sechseckige Oberteil eines aus Granitstein gefertigten und mit Wappen versehenen Zahltisches (Zahlsteins) von 1477. Dieser befand sich bis 1920 im Privatbesitz und ging dann in den Besitz der Marktgemeinde Mühlbach über. Diese übergab den Zahltisch dem Verein „Mühlbacher Klause“ (gegründet 1997), welcher ihn in der renovierten Mühlbacher Klause 2005 aufstellte.
Aufgrund der Niederlage Österreich-Ungarns im Ersten Weltkrieg und des Vertrages von Saint-Germain kam der Ort zusammen mit Südtirol 1920 zum Königreich Italien.
1929 wurde Mühlbach um die bis dahin eigenständigen Gemeinden Meransen, Spinges und Vals vergrößert. Das im selben Jahr ebenfalls eingemeindete Rodeneck wurde 1956 wieder zur selbstständigen Gemeinde erhoben.
Das Wasserkraftwerk Mühlbach ging 2012 in Betrieb.

## Politik
Bürgermeister seit 1952:
- Rudolf Rauchenbichler: 1952–1956
- Ernst Leitner: 1956–1969
- Alfons Gruber: 1969–1978
- Ernst Leitner: 1978–1989
- Franz Gruber: 1989–2010
- Christoph Prugger: 2010–2020
- Heinrich Seppi: seit 2020

## Bevölkerung
Mühlbach ist gemäß den erhobenen Sprachgruppenzugehörigkeitserklärungen bzw. Sprachgruppenzuordnungserklärungen eine weitgehend deutschsprachige Gemeinde. Als Berechnungsgrundlage der folgenden Prozentwerte wurden die gültigen Erklärungen von Personen mit italienischer Staatsbürgerschaft herangezogen.
| Sprache     | 1981    | 1991    | 2001    | 2011    | 2024    |
| ----------- | ------- | ------- | ------- | ------- | ------- |
| Deutsch     | 95,01 % | 95,44 % | 95,31 % | 95,34 % | 93,54 % |
| Italienisch | 4,63 %  | 4,13 %  | 4,03 %  | 3,93 %  | 5,81 %  |
| Ladinisch   | 0,36 %  | 0,43 %  | 0,66 %  | 0,73 %  | 0,66 %  |

## Bildung
Mühlbach ist Sitz eines deutschen Schulsprengels. Dieser umfasst auf dem Gemeindegebiet die vier Grundschulen im Hauptort Mühlbach, in Meransen, Spinges und Vals, sowie die Mittelschule im Hauptort. Dem Schulsprengel angeschlossen ist auch die Grundschule der Nachbargemeinde Rodeneck. In Mühlbach besteht zudem die private Mittelschule „Herz-Jesu-Institut“.

## Sehenswürdigkeiten

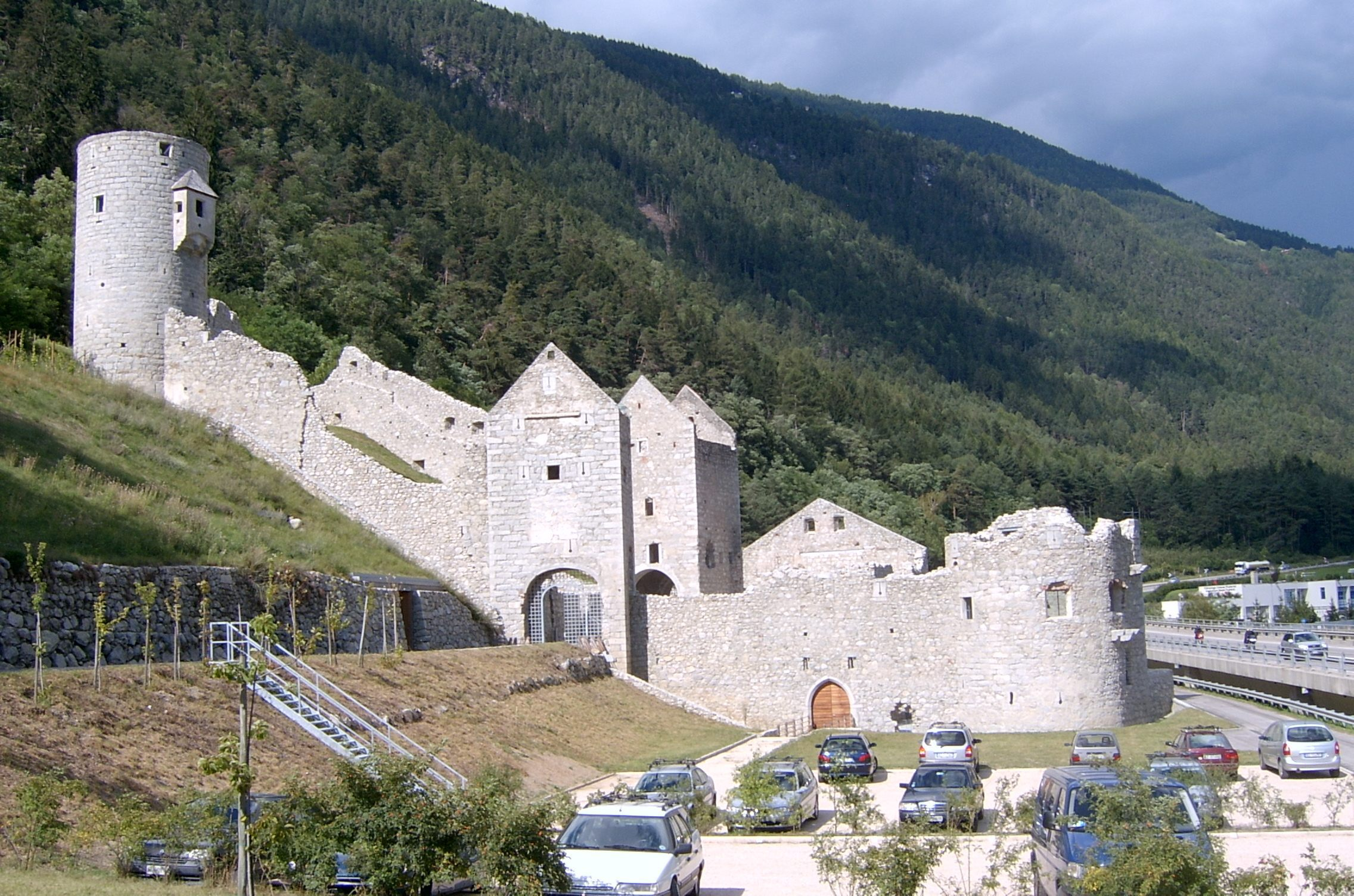
Die Mühlbacher Klause

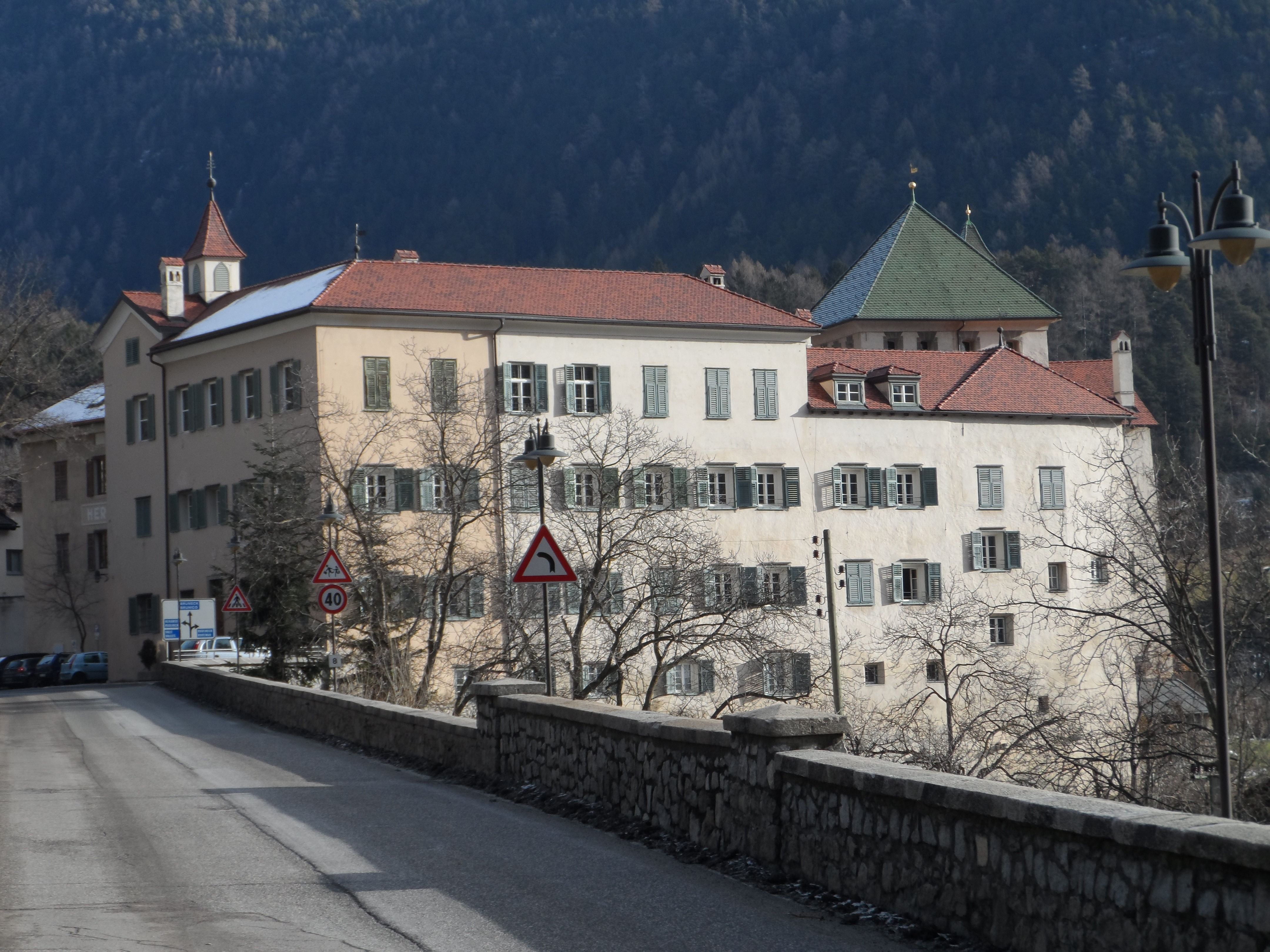
Ansitz Freyenthurn

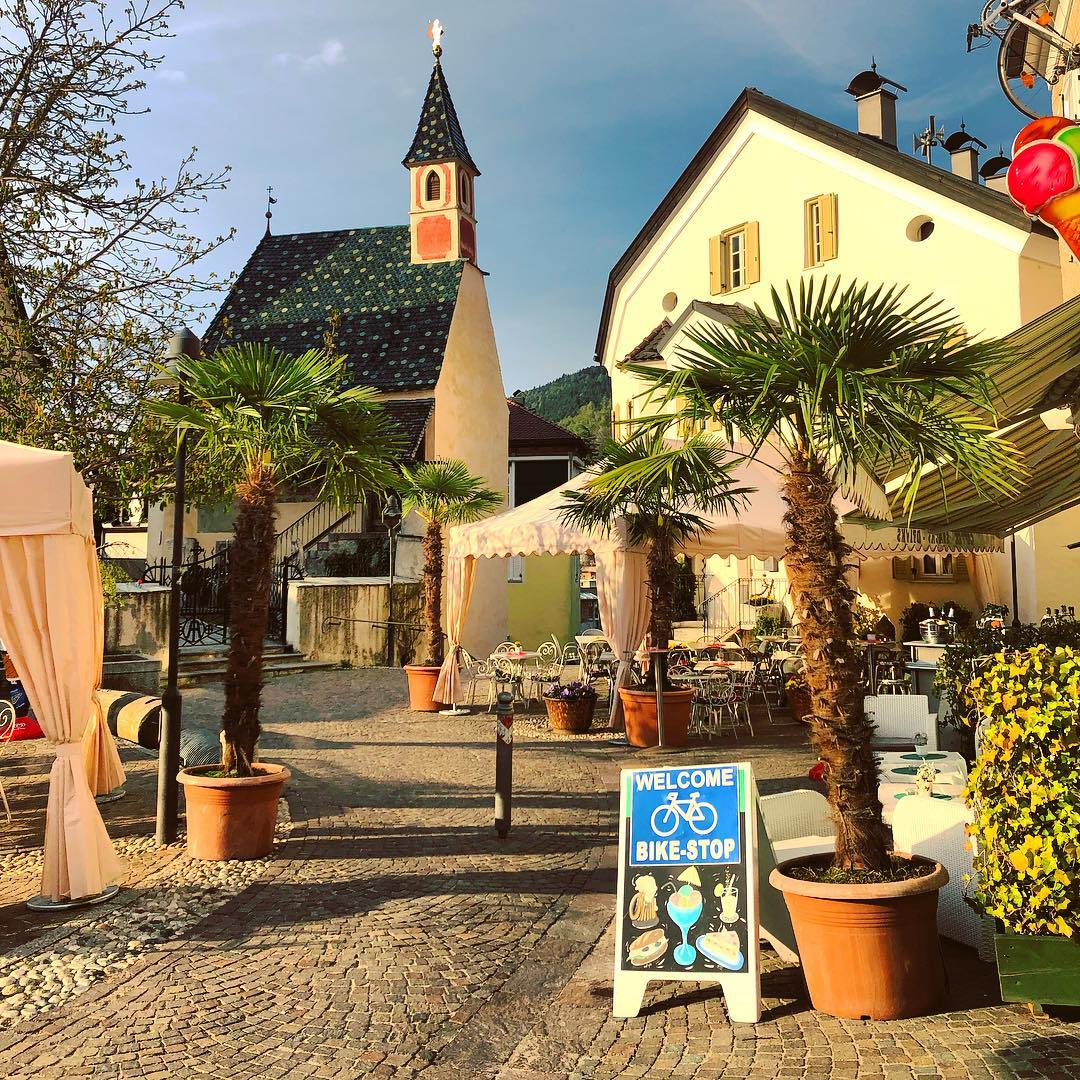
Mühlbacher Kirchplatz

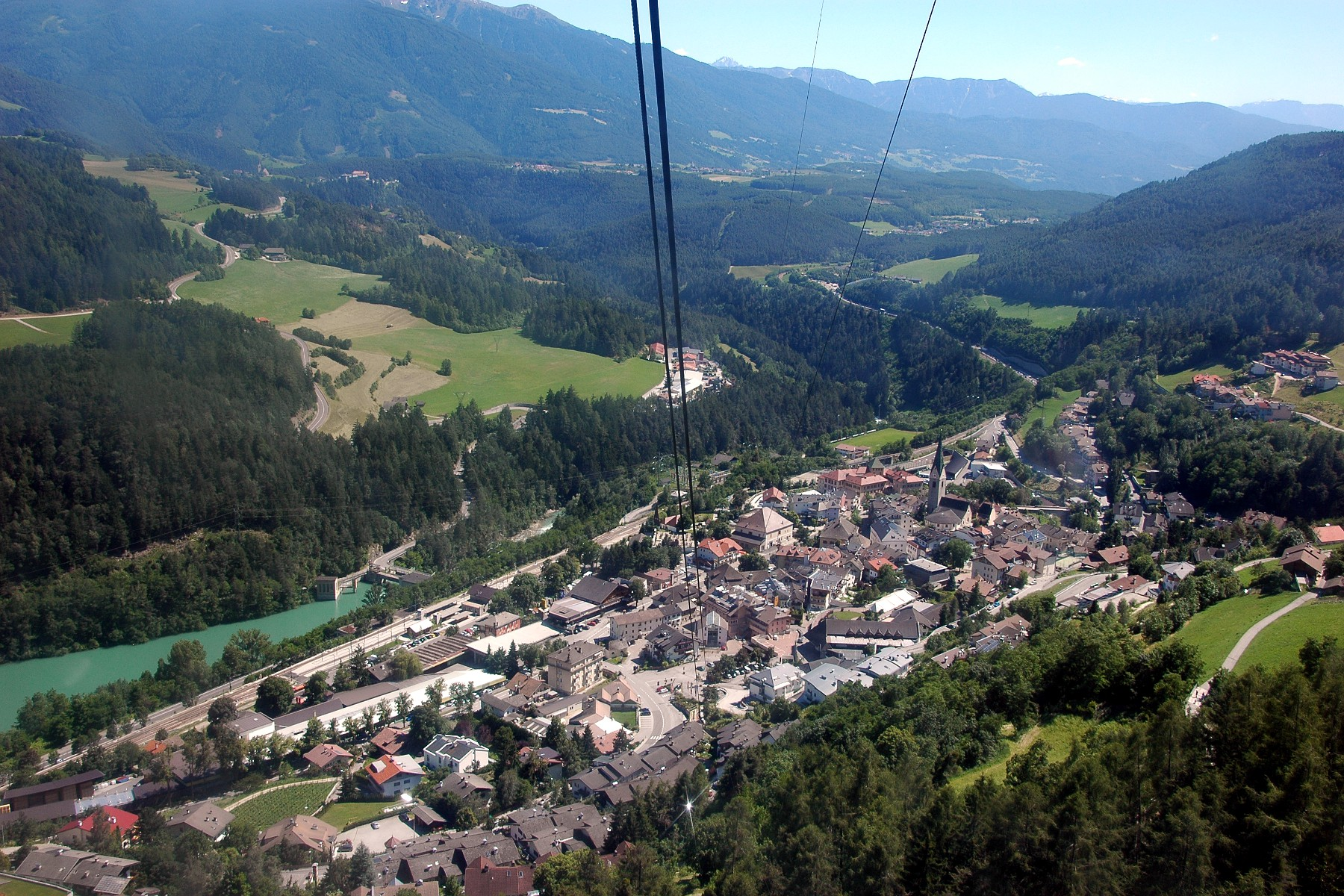
Blick auf Mühlbach aus der Meransner Bahn
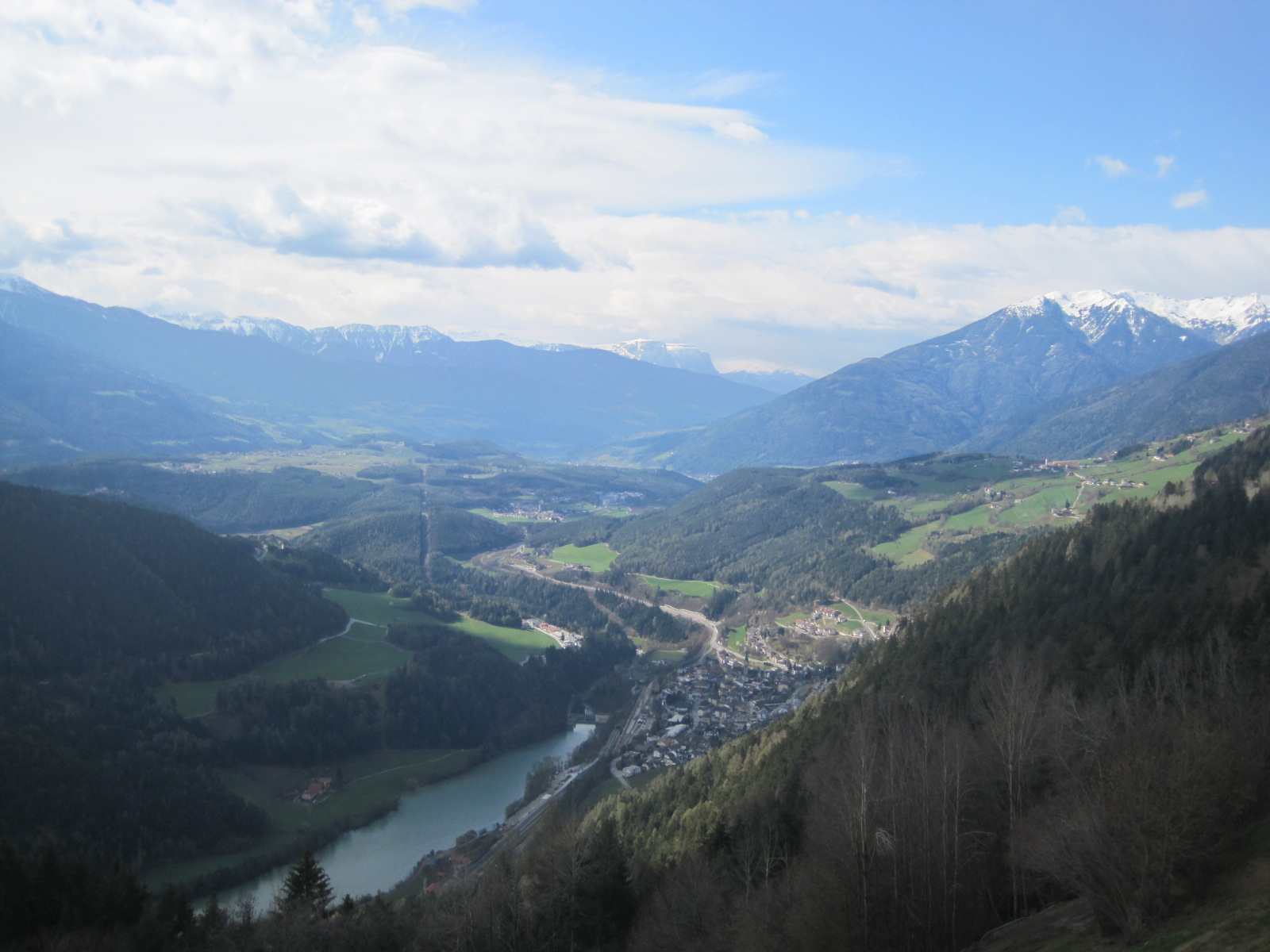
Blick von Meransen zum Übergang vom Pustertal ins Eisacktal

- Der Ansitz Freyenthurn: Die wuchtige Anlage prägt das Ortsbild. Die mittelalterliche Turmanlage, zwischen 1269 und 1277 von Friedrich von Rodank[8] erbaut, wurde 1578 von Georg von Enzenberg erworben. Er und seine Söhne bauten sie zum repräsentativen Adelssitz, umschlossen mit einer Mauer, aus. Der Ansitz wurde später weiter ausgebaut, so der Westflügel und im oberen Stock der Arkadengang. Als die Mühlbacher Linie der Enzenberg ausstarb, kam durch Erbschaft der Ansitz in die Hände der Herren von Vintler (Meran). Diese verkauften 1790 an den Pfleger und Landrichter Ignaz von Preu, und das Haus wurde zum Sitz des k. k. Landgerichtes von Mühlbach bis zu dessen Auflösung 1850. Der Mühlbacher Handelsmann Franz Xaver Gasteiger und der Brixner Kanonikus Franz Hirn stellten 1856 die Kaufsumme von 6000 Gulden zur Verfügung, womit die Tertiarschwestern von Brixen das Haus erwerben konnten als Niederlassung ihres Ordens, unter der Auflage, eine Schule für die Mädchen des Ortes zu errichten. Dies erfolgte 1860 mit der Errichtung der "Mädchen-Marktschule", siehe: Herz-Jesu-Institut (Mühlbach).
- Ein weiteres Baudenkmal ist die Granitbrücke über den Valler Bach, die Kanzler Metternich 1840 für die Reichsstraße erbauen ließ.
- Der Mühlbacher Kirchplatz: Der historische Marktplatz ist Kulisse vieler Veranstaltungen.
- Das Almdorf auf der Fane-Alm am Ende des Valler Tals.

## Verkehr
Mühlbach wird von der Pustertaler Staatsstraße, der Pustertalbahn, die am Bahnhof Mühlbach eine Zugangsstelle bietet, und der Radroute 3 „Pustertal“ durchquert. Zwischen dem Hauptort und Meransen verkehrte bis März 2025 die Meransner Bahn.

## Söhne und Töchter der Gemeinde
- Mathias Perger, der „Lauterfresser“ (1587–1645), ein Opfer der Hexenverfolgung
- Erika Lechner (* 1947), Olympiasiegerin im Kunstbahnrodeln 1968
- Arnold Rieder (* 1976), Skirennläufer
- Armin Mutschlechner (* 1969), Literat und Künstler
- Hans Peter Kammerer (* 1965), Bariton, Ensemblemitglied der Wiener Staatsoper

## Persönlichkeiten
- Katharina Lanz (1771–1854), das Mädchen von Spinges